# CiRCUS
CiRCUS（サーカス、treasure Casket of i-mode service, high Reliability platform for CUStomer）は、NTTドコモのメール送受信/配信システムおよびiモードゲートウェイシステムである。ドコモ川崎オフィス内にあり、4600平方メートルの敷地に日本電気（NEC） NX7000 HP-UXが約600台ある。
日経コンピュータ2007年7月23日版の特集で、本システムの耐高負荷の堅牢さが評価されている。

## 概要/性能
性能面ではWebサイト参照5万件/秒、メール送受信2万5千件/秒の処理能力を有し、信頼面は国内にメインセンターとバックアップセンターを備え、各構成要素がすべて冗長化されていることで、稼働率は99.99998パーセントでユーザ1人当たりの年間停止時間は6.93秒である。
都内のオペレーションセンター「CARNiVAL（カーニバル、CARing for the New i-mode VALue-platform 24hours-a-day）」で、24時間365日体制で運用されている。
NEC/ヒューレット・パッカードが協業して、NEC/NTTデータとイコールパートナとして統合され、HP-UXサーバ600台とEMCのストレージを主軸に構築されている。
2006年3月に、2006年1月1日時点のiモード加入者数4568万人、が世界最大のワイヤレスプロバイダとしてギネスブックに認定された。

## 経緯
ドコモは通商産業省のΣプロジェクト制定に関わったNTTとNTTデータに関連し、サン・マイクロシステムズのSolarisなどUNIXのSVR4を優先的に使用してきた。
1999年2月に運用を開始したサン/伊藤忠テクノサイエンスによる第1世代ゲートウェイ「GRIMM（グリム、Gateway Service Representative Internet Market Mobile Access Exchange）」システムは、すでに7月に通信障害を生じ、2000年3月28日に全国規模で接続不能で端末600万台が影響し、4月以降は不安定度を増して障害が続発して新聞主要各紙の1面で取り上げられ、国会でも質問された。
GRIMMの障害状況と改善されない運用に痺れを切らしたドコモは、数十億円を投じたシステムの破棄を決定して多くのSIerに提案を要求した。機能面を重視した入札の結果、NECとNTTデータによるHPサーバを使用した次世代ゲートウェイシステムの構築が決定され、システム検討と構築は1年間と短期間だが無事に運用を開始した。
実際の基盤設計や要件定義以降は、NEC府中にあるUNIX、特にHP-UXの技術を持つ部門から中核を担う人間が設計し、MC/ServiceGuardやLVMといった高負荷用パッケージを担当する主任技術職らも尽力した。
GRIMMとCIRCUSは、サンとHPのサーバに対する基本設計、NECと伊藤忠テクノサイエンスのシステム構築や運用に関する経験値、がそれぞれ異なる。
| -                        | GRIMM （サン/CTC）                                        | CiRCUS （HP/NTTデータ・NEC）                                                                    |
| ------------------------ | --------------------------------------------------------- | ----------------------------------------------------------------------------------------------- |
| 設計思想                 | 中小規模のシステムにおいて最大の効果を狙う                | 大規模システムでの運用を中心とする                                                              |
| ハードウェアの信頼性     | 中規模上位･大規模エントリーモデルのハードウェア障害が多発 | 少々コストが高いが、ハードウェアの信頼性が高い                                                  |
| OSの実装/信頼性          | Solarisには標準LVMが無い。 （VERITAS製を購入）            | HP-UX用LVMを標準実装。 （HPがVERITAS製LVMをソースレベルで購入し、完全社製品化）                 |
| OSの改修や対応           | 標準のSolarisを使用。                                     | HPのアライアンスによりHP-UX 11iを開発・先行投入。最優先で対応。 （11iのiはinternet-enabledのi） |
| クラスタパッケージ       | VCSによる（大規模システムの実績が乏しい）                 | MC/ServiceGuardによる（大規模システムの実績が豊富）                                             |
| 大規模システムの構築経験 | 少ない                                                    | 汎用機からの蓄積経験あり                                                                        |

## 海外展開
ドコモは本システムの普遍化を図り、iモードシステムを海外へ有償で展開するために複数の海外携帯キャリアへ投資したが、3Gインフラの高額さなどから採用数増加は得られなかった。後に無償化して、iモードとCiRCUSシステムの廉価版がドイツ、オランダ、ベルギー、フランス、スペイン、台湾、イタリア、ギリシャ、オーストラリア、イスラエル、イギリス、シンガポールなど26の国で採用されている。